# Marlon Wayans
Marlon Lamont Wayans, ameriški filmski in televizijski igralec ter komik, * 23. julij 1972, New York, ZDA.
Običajno nastopa v komičnih vlogah (Film, da te kap, The Heat, ...), vidnejša izjema je bila le dramska vloga v filmu Rekvijem za sanje režiserja Darrena Aronofskyja leta 2000.